# Gransmoor
Gransmoor – osada w Anglii, w hrabstwie East Riding of Yorkshire. Leży 31 km na północ od miasta Hull i 279 km na północ od Londynu.